# Кизияр
Кизияр — исторический район города Мелитополя, лежащий у Кизиярского ручья. Предположительно, находится на месте ногайского аула Киз-Яр. С начала XIX века был селом, а в 1939 году был включен в состав Мелитополя. На территории района находится частный сектор и ряд предприятий.

## История

### Происхождение названия
Мелитопольский чиновник Павел Дзякович в конце XIX века записал такую ногайскую легенду о происхождении названия Киз-Яра:

Давным-давно, ещё до прихода татар в Крым, в балке Киз-Яр, которая в то время была покрыта лесом, жило племя женщин-амазонок. Воительницы были храбрыми, хорошо стреляли из лука, рубились мечом, ездили верхом и часто в сражениях побеждали мужчин соседнего племени. Пленные становились мужьями амазонок. Их судьба была тяжелым испытанием: чёрная работа, частые травмы, а когда избранником были недовольны — его убивали. Из новорожденных в живых оставляли только девочек. Руководила амазонками, водила их в бой прекрасная девушка-воительница. Так было до тех пор, пока она не попала в плен. Она влюбилась в царевича мужского племени, но не захотела подчиниться общей участи всех женщин и выйти замуж. Выкупив себя, царица вернулась в родное племя, но не смогла перебороть свою любовь. Она собрала всех своих соплеменниц и приказала сжечь себя на костре. С тех пор и появилось название балки Киз-Яр ('киз' — 'девушка', 'яр' — 'балка').

Легенды об амазонках, живших на территории Мелитополя, нашли подтверждение в 1948 году, когда на территории силикатного завода, находящегося как раз в Кизиярской балке, было найдено захоронение женщины-воительницы. Её голова была украшена золотой диадемой, на груди, руках и ногах также были драгоценные украшения, а рядом находились меч, котёл и конское седло, украшенное накладными золотыми бляхами.

### Основание
П. Дзякович сообщает, что Новоалександровская слобода, положившая начало городу Мелитополю, была основана на месте ногайского аула Киз-Яр. Тем не менее, такой аул не упоминается ни в списке селений, составленном Н. М. Бердяевым в 1797 году в связи с изменением административно-территориального деления Новороссии, ни в «Ведомости ногайским волостям» за 1812 год. С другой стороны, в «Атласе области Таврической составляющем семь уездных карт и пять городовых планов» на карте Мелитопольского уезда показано «селение Кизильяр», находящееся, правда, не на месте современного Мелитополя, а на месте села Вознесенки.

Я нашел их кочующими в летнее время по-прежнему с места на место. На зиму хотя возвращаются туда, где заготовляют топливо и сено, и где у некоторых есть небольшие хижины и отчасти загорожи из бурьяну;… Зимовники их в том единственно заключаются, что каждое семейство, или по их названию, казан, отделяются небольшим окопом.

Осенью 1812 года, после заключения Бухарестского мирного договора между Россией и Османской империей, многие ногайцы воспользовались правом переселения в Турцию, предоставленным им этим договором. Осенью 1812 года более 3000 ногайцев покинули территорию Мелитопольского уезда.
Пожалуй, первым достоверным упоминанием о Кизияре, является указ, полученный 26 июня 1813 года губернским землемером Мухиным. В указе отмечалось, что в Губернское Правление обратилось 334 души мужского пола крестьян из села Тимошевки с просьбой о переселении, в связи с недостатком воды в селе, «на землю оставшуюся в Мелитопольском уезде пустопорозжею в урочище Кизильяре где имели место жительство отправившиеся за границу буджакские татары».
В 1814 году Таврический губернский землемер Мухин получил из Таврической казенной экспедиции указ № 3943 от 10 августа, в котором отмечалось:

Казенная экспедиция слушав рапорт Мелитопольского нижнего земского суда... заседателя оного суда Ковтуновского, что в урочище Кизиляр назначил он место где церкви и домам быть и позволил селиться там из числа тимошевских жителей девяноста пяти душам, кои для поселения там на основании указа сей экспедиции уже прибыли... Ныне тимошевские жители зачали строиться.

Тогда же в журнале входящих бумаг Мухина была сделана запись под № 127:

За № 3943 велено уездному землемеру... земли отдать под поселение слободы с наименованием Кизильяр тимошовским жителям...

### Российская империя
1 сентября 1868 года на сходе крестьян Мелитопольского сельского общества было решено ходатайствовать о выделении Кизиярского и Песчанского участков в самостоятельные сельские общества. Ходатайство было поддержано Таврическим губернским по крестьянским делам Присутствием, Министерством финансов и Министерством внутренних дел. Однако только 17 октября 1877 года Главный комитет об устройстве сельского состояния решил «разрешить разделение Мелитопольского сельского общества на два отдельные общества»: Кизиярское и Песчанское в пределах Терпеньевской волости. Площадь Песчанского сельского общества составила 7321.5 гектар.
В конце XIX века Кизияр быстро рос, что можно видеть из следующей таблицы:
| Год  | Население | Число дворов | Источник |
| ---- | --------- | ------------ | -------- |
| 1886 | 1922      | 236          | [ 6 ]    |
| 1889 | 1877      | 259          | [ 7 ]    |
| 1892 | 2793      | 298          | [ 8 ]    |
| 1900 | 5400      | 540          | [ 9 ]    |

В 1874 году в Кизияре и ещё одном селе, впоследствии вошедшем в состав Мелитополя — Песчаном — были открыты одноклассные начальные народные училища.
В 1886 году была открыта Кизиярская Николаевская церковно-приходская школа. В 1896/97 учебном году школа располагалась в собственном помещении, в ней училось 136 детей (96 мальчиков и 40 девочек).
В 1888 году строительным отделением Таврического губернского правления был утвержден проект чугунолитейного и механического завода братьев Классен в селе Кизияр.
В 1894 году в Кизияре были открыты два земских народных училища.
В конце XIX — начале XX века при селе Кизияр располагалось имение знаменитого земского врача и садовода Андрея Корвацкого под названием Новая Дача (а несколько к северо-востоку от неё находилась Старая Дача). Оба имения были известны своими плодовыми насаждениями. В частности, на Старой Даче был устроен артезианский колодец, обеспечивающий 15 тыс. вёдер воды в сутки, а в саду Новой Дачи имелся «прекрасный промышленный плодовый питомник». Кизияр в те времена стал также местом высокоурожайных виноградников.
25 августа 1904 года в Городской думе рассматривался вопрос о присоединении Кизияра и Песчаного к Мелитополю. Дума, ввиду неразработанности вопроса, оставила его открытым.
В 1904 году Мелитопольское сельскохозяйственное общество открыло в Кизияре пункт проката сельскохозяйственной техники. В пункте имелся триер, отделяющий ячмень от пшеницы, и сортировка-веялка Клейтона.
В 1910 году в селе Кизияр состоялось освящение нового здания кизиярского волостного правления.
15 января 1911 года поселяне Пришибской волости Шац Густав Адамович (селение Кронсфельд) и Матиас Фридрих-Иоган Фридрихович (селение Гохштедт) получили удостоверение на постройку завода белого строевого кирпича на собственной усадьбе по Большой Кизиярской улице (в настоящее время улица Ломоносова).
В 1913 году в селе Кизияр при становой квартире был учрежден адресный стол.
Также в 1913 году в Мелитополе в саду Салпацкого на Бульварной улице было заложено подворье Инкерманского монастыря, а сам монастырь планировалось построить на земле крестьян села Кизияр «на высоком кряже по дороге в Семёновку».
В 1915 году был освящён и открыт лазарет для больных и раненых воинов Кизиярского волостного общества. Помещался он на Базарной площади около станции Мелитополь в доме Кизиярского сельского общества. Был открыт на средства сельского общества и рассчитан на 10 кроватей в общем отделении и 1 изоляционную.

### Советский период (1920-1939)
В 1923 году Всеукраинский центральный исполнительный комитет принял постановление, по которому город Мелитополь становился центром Мелитопольского округа и выделялся в самостоятельную административную единицу, а Кизиярская волость преобразовывалась в Кизиярский район.
В 1924 году в Кизияре были открыты детские дневные ясли.
В 1927—1933 годах в сёлах Кизияр и Песчаное были образованы колхозы «14 лет Октября», «Коммунар», «Заря», «Промінь культури», им. Сталина, которые стали подчиняться городскому совету.
В 1928 году гофентальская промартель «Червоный рабочий» и михайловская промартель «Строитель» слились в кизиярскую производственно-кооперативную артель «Будівельник». Правление новой артели находилось Кизияре на кирпично-силикатном заводе, бывшем Шаца. В том же году мелитопольское кооперативное товарищество «Культура» и кизиярское кооперативное товарищество «Степовий садовод» слились в одно товарищество под названием кизиярское кооперативное товарищество «Культура».
В 1920-е годы первый квартал села Кизияр был включён в состав Мелитополя.
25 января 1931 года Президиум Мелитопольского райисполкома принял решение ходатайствовать о включении в план работ на 1931 год посадки деревьев вдоль шоссе Мелитополь — Запорожье, а также устройства шоссе по Октябрьской улице в селе Кизияр, имевшей большое значение как подъезда от шоссе Мелитополь — Запорожье к железной дороге.
22 июня 1936 года мелитопольский райздравотдел открыл в Кизияре детский санаторий.
Вскоре к городу присоединилась и оставшаяся часть села. 3 января 1939 года в театре им. Шевченко (сейчас ДК «Октябрь») состоялся объединённый пленум Мелитопольского горсовета, Кизиярского и Песчанского сельсоветов, на котором было принято решение о присоединении Кизияра и Песчаного к Мелитополю.

### В составе Мелитополя
С первых чисел октября по 6 ноября 1942 года, во время немецкой оккупации, дети в возрасте от 14 до 17 лет занимались в Кизиярской балке принудительными работами. Под надзором полиции они расчищали сток Кизиярского ручья и возводили дамбу для защиты нижней части города от паводка. Рабочий день длился с 8 до 16 часов с перерывом на обед. Детей, многие из которых простуживались и болели, заставляли ходить строем и по-военному приветствовать начальство. В итоге весь труд оказался проделанным насмарку: первые же дожди размыли всё, что было сделано.
В 1950 году был утверждён акт обследования самовольного строительства Кизиярской церкви.
В 1954 году на основании плана развития сети библиотек в Мелитополе горисполком принял решение открыть вторую городскую библиотеку для детей и юношества по ул. Коммунаров (сейчас ул. Павла Дзяковича, 204).

## В массовой культуре
- В игре Mount & Blade. Огнём и мечом есть крепость с названием Кызыл-Яр.

## Известные уроженцы
- Стреляева, Лидия Николаевна (1906–1987) — учёный-селекционер, заслуженный агроном Республики Башкортостан (1982), лауреат Государственной премии СССР